# Autosufficienza (film)
Autosufficienza (Self Reliance) è un film dal 2023 diretto da Jake Johnson, al suo esordio alla regia.

## Trama
Tommy è un quarantenne fallito che è stato lasciato dalla fidanzata dopo 23 anni, fa un lavoro che non lo soddisfa e vive con la madre.

 Mentre torna dal lavoro viene fermato da Andy Samberg che lo invita a partecipare ad un reality show: dovrà cercare di sopravvivere per trenta giorni a degli attacchi nemici. Gli attacchi potrebbero non verificarsi e non avranno luogo se non sarà solo. 
Convintosi della facilità del gioco Tommy decide di parteciparvi.

## Distribuzione
Il film è stato distribuito dalla piattaforma Paramount + a partire dal 7 agosto 2024.

## Accoglienza
Il film ha un punteggio medio del 73% su Rotten Tomatoes, su Metacritic ha ottenuto un punteggio di 65 su 100 e su Imdb ha un punteggio di 6.1 su 10.